# Synanthedon cardinalis
Synanthedon cardinalis is een vlinder uit de familie wespvlinders (Sesiidae), onderfamilie Sesiinae.
Synanthedon cardinalis is voor het eerst wetenschappelijk beschreven door Dampf in 1930. De soort komt voor in het Neotropisch gebied.